# Vedolizumab
El vedolizumab és un anticòs monoclonal utilitzat per a tractar la colitis ulcerosa i la malaltia de Crohn (malalties inflamatòries intestinals). El seu mecanisme d'acció es basa en la inhibició de la integrina α4β7. El llinatge cel·lular en el qual es basa aquest medicament fou creat per un equip d'investigadors de l'Hospital General de Massachusetts (Boston) i el fàrmac fou desenvolupat clínicament per l'empresa Millennium Pharmaceuticals, filial de Takeda.